# 環太平洋戦争 (小説)
『環太平洋戦争』（かんたいへいようせんそう）は、大石英司の小説。「サイレント・コアシリーズ」の1作で全5巻、続編の『アジア覇権戦争』（あじあはけんせんそう）全5巻と合わせると全10巻。新書版は中央公論新社から、文庫版は徳間書店から発行されている。
登場する兵器などは基本的に執筆当時現役であったものだが、一部架空兵器も登場している。
環太平洋戦争
東南アジア各地で頻発する地域紛争の陰にはCIAの暗躍があった。安保常任理事国となった日本は自衛隊をPKO/PKFとして各地に派遣し、ある国では政府軍と、またある国では反政府武装勢力と干戈を交える。1・2巻はボルネオ海とカンボジア、3・4巻は東チモール、5巻はブルネイが舞台。
1. 発火する（バーニング・エリア）アジア
ノベルズ版：1994年9月、文庫版：1997年7月
2. ルビーの泪
ノベルズ版：1994年11月、文庫版：1997年8月
3. 神々の島
ノベルズ版：1995年2月、文庫版：1997年9月
4. 資源は眠る
ノベルズ版：1995年3月、文庫版：1997年10月
5. 南沙の鳴動
ノベルズ版：1995年6月、文庫版：1997年11月

アジア覇権戦争
ブルネイでの動乱から2ヶ月後、中国は国内の諸問題を解決するため対外強硬策に出る。周辺諸国は当然ながらそれに反発し、自衛隊も中国軍との交戦を余儀なくされていく。1・2巻は南沙諸島、3-5巻は台湾海峡と金門島が舞台。
1. 南沙争奪
ノベルズ版：1995年11月、文庫版：1998年2月
2. 深海の覇者
ノベルズ版：1996年2月、文庫版：1998年4月
3. 巨象の鼓動
ノベルズ版：1996年5月、文庫版：1998年6月
4. 二匹の昇龍
ノベルズ版：1996年6月、文庫版：1998年8月
5. 覇権の果てに
ノベルズ版：1996年7月、文庫版：1998年11月